# Antilhue
Antilhue (lugar soleado) es un poblado de la comuna de Los Lagos, ubicada al oeste de su capital comunal en la ribera sur del Río Calle Calle.
Antilhue, pequeño poblado al sur de Chile y a pocos kilómetros de la ciudad de Valdivia, fue gestado durante las primeras décadas del siglo XX a partir de una gran carga cultural producto de la presencia del ferrocarril, lo que generó un modo de vida particular con base en huertas y sistemas de patios.

## Historia
El poblado es originado al interior del , el que conectó hasta su cierre comercial definitivo, el año 1992, la ciudad de Valdivia y su actividad comercial con la línea central de Ferrocarriles del Estado a través de la Red Sur. Debido a esto, la localidad y su su estación ferroviaria fueron un centro de desarrollo económico, social y cultural.
Debido a la gran cantidad de pasajeros y viajeros que hacían transbordo en la estación durante casi todo el siglo XX, el poblado adquirió una esencia de ser una localidad multicultural debido al constante tránsito de alemanes, holandeses, españoles y mapuches, quienes eran habitantes de la zona como pasajeros del tren. La estructura urbana de la ciudad da cuenta de esto.
Entre sus actuales actividades turísticas se hallan la feria costumbrista Feria de Sabores, además del servicio ferroviario turístico El Valdiviano. Antilhue se halla dentro de la "Zona de Interés Turística Valdivia-Corral".

### Toponimia
Antilhue obtiene su nombre del mapudungun antil-hue, "lugar asoleado".

## Geografía

### Hidrología
Antilhue se encuentra en la ribera sur del Río Calle Calle.

## Accesibilidad y transporte
La localidad cuenta con una estación de ferrocarriles, la cual se halla cerrada para pasajeros desde 1992. Antilhue se encuentra a 15,5 km de la ciudad de Los Lagos a través de la Ruta 204.

## Servicios públicos
La localidad de Antilhue cuenta con la Escuela Rural Antilhue, un jardín Infantil JUNJI, posee un reten de carabineros, dos canchas deportivas y una posta de salud rural.